# Priopus rubriventris
Priopus rubriventris là một loài bọ cánh cứng trong họ Elateridae. Loài này được Van Zwaluweburg miêu tả khoa học năm 1940.